# Лоренци, Матильда
Матильда (Матильде) Лоренци (итал. Matilde Lorenzi, 15 ноября 2004, Турин — 28 октября 2024, Больцано, Трентино-Альто-Адидже) — итальянская горнолыжница, чемпионка Италии 2024 года в супергиганте.

## Биография
Матильда Лоренци — универсальная горнолыжница, родом из Сестриере.
Матильда занималась спортом с ноября 2020 года и дебютировала на Кубке Европы 11 февраля 2021 года в Санта-Катерина-Вальфурва в скоростном спуске (57-е место). Её лучшим результатом в Кубке Европы стало 11-е место на супергиганте в Санкт-Морице в декабре 2023 года. Она ни разу не выступала в Кубке мира и не принимала участия в Олимпийских играх и чемпионатах мира.
Являлась членом армейского спортивного клуба Италии, членом юношеской сборной.
На чемпионате мира среди юниоров 2024 года в Шателе заняла шестое место в скоростном спуске и восьмое место в супергиганте, а также стала 4-й в командной комбинации.
28 октября 2024 года Лоренци получила серьёзную травму в результате падения во время тренировки на склоне Гравальд G1 в Валь Сеналес; она скончалась на следующий день в больнице Больцано.
Сестра Матильды, Лукреция, также горнолыжница, принимавшая участие в Кубке мира и Кубке Европы.

## Достижения

### Кубок Европы
- Лучшее место в общем зачёте: 81-е место в 2024 году[итал.]

### Чемпионат Италии
- Победа в супергиганте в 2024 году[итал.]